# Llista de Governadors de Groenlàndia
Per a governants anteriors a 1925, veure: Llista d'Inspectors de Groenlàndia

## Governadors de Groenlàndia Septentrional
- Philip R. Rosendahl (1925-1928)
- Jørgen Berthelsen (1928-1929)
- Philip R. Rosendahl (1929-1939)
- Eske Brun (1939-1945)
- Carl Fredrik Simony (1945-1947)
- Niels Otto Christensen (1947-1950)

## Governadors de Groenlàndia Meridional
- Knud Oldendow (1925-1932)
- Aksel Svane (1932-1941)
- Eske Brun (1941-1945)
- Carl Fredrik Simony (1945-1950)

## Governador de Grendlàndia Oriental
(annexada per Noruega el 1932 i anomenada Terra d'Eric el Roig.)
- Helge Ingstad (1932-1933)

## Governadors de Groenlàndia
- Poul Hugo Lundsteen (1950-1960)
- Finn C. Nielsen (1960-1963)
- Niels Otto Christensen (1963-1973)
- Hans Lassen (1973-1979)

Per als líders posteriors, veure Primer ministre de Groenlàndia